# 小村雪岱
小村 雪岱（こむら せったい、明治20年（1887年）3月22日 - 昭和15年（1940年）10月17日）は、大正から昭和初期の日本画家、版画家、挿絵画家、装幀家。

## 生涯
明治20年（1887年）、埼玉県川越市郭町に父小村繁門（しげかど）、母もんの長男として生まれる。本名は泰助。明治24年（1891年）に父が病没し、翌年母が小村家より離縁されたため、幼くして両親を失い、伯父の小村万吉に養育されることになった。明治33年（1900年）、坂戸尋常高等小学校を卒業した雪岱は、翌明治34年（1901年）、東京の神田神保町に住む叔母の家に寄宿し始めた。明治35年（1902年）、叔母の世話で、日本橋檜物町に住む外務省勤務の書家安並賢輔方で学僕となる。明治38年には養子縁組した。明治36年（1903年）、雪岱は16歳の時に画家を志して日本画家の荒木寛畝に入門した。
明治37年（1904年）、東京美術学校日本画科選科入学。下村観山教室に学ぶ。古画の模写、風俗考証を学ぶ。明治40年（1907年）に福岡医科大学の久保猪之吉が上京してきて、夫人とともに駿河台の宿屋に泊まった。この時、歌川豊国の絵の模写を頼まれていた雪岱がそれを届けに宿屋へ伺うと、久保は外出しており夫人が応じた。そこへ宿屋の女中が「泉先生の奥様がお見えになりました」と告げに来たという。久保夫人と泉鏡花夫人は昵懇であったようで、「明日は鏡花本人もここにお邪魔します」という言葉を聞いて、既に鏡花の小説を愛読していた雪岱は、再びその宿屋を訪れた。このようにして雪岱は、小柄で、ちょっと勝気な美女が男装したような感じのする鏡花と巡りあったのであった 。雪岱の雅号を与えたのが鏡花である。明治41年（1908年）に東京美術学校を卒業、一時、国華社に入社している。
明治42年（1909年）、養父の安並賢輔病没。安並家を継ぐ。ただし、仕事では小村姓を名乗る。
大正3年（1914年）、泉鏡花の『日本橋』の装幀を行ない、以後鏑木清方と並び、多くの鏡花作品を装幀、木版多色摺りによる挿絵の仕事を手がけた。また、大正11年（1922年）には里見弴の『多情仏心』の挿絵も手掛けており、装幀のほか、新聞雑誌の挿絵において活躍している。雪岱の美人画は橋口五葉よりも浮世絵的な雰囲気が色濃かった。その作品は鈴木春信の影響を受けながらも、幕末の歌川国貞あたりの末期浮世絵の持つ崩れた美にも通じていた。新聞小説の挿絵などでは、殊にオーブリー・ビアズリーのような黒白のシャープで、くっきりとした版画的な絵をもって特色を際立たせた。なお、雪岱の木版画は、生前のものより、その没後に高見沢木版社などから版行されたものの方が多く、いわゆる新版画に分類される。
一方、舞台美術の分野でも異才を発揮し、大正13年（1924年）の『忠直卿行状記』から舞台装置の世界で独自の感覚を発揮、『一本刀土俵入』『大菩薩峠』など、数多くの作品を制作。溝口健二の映画美術の担当などをこなして、舞台装置の世界で自ら一時期を画した。

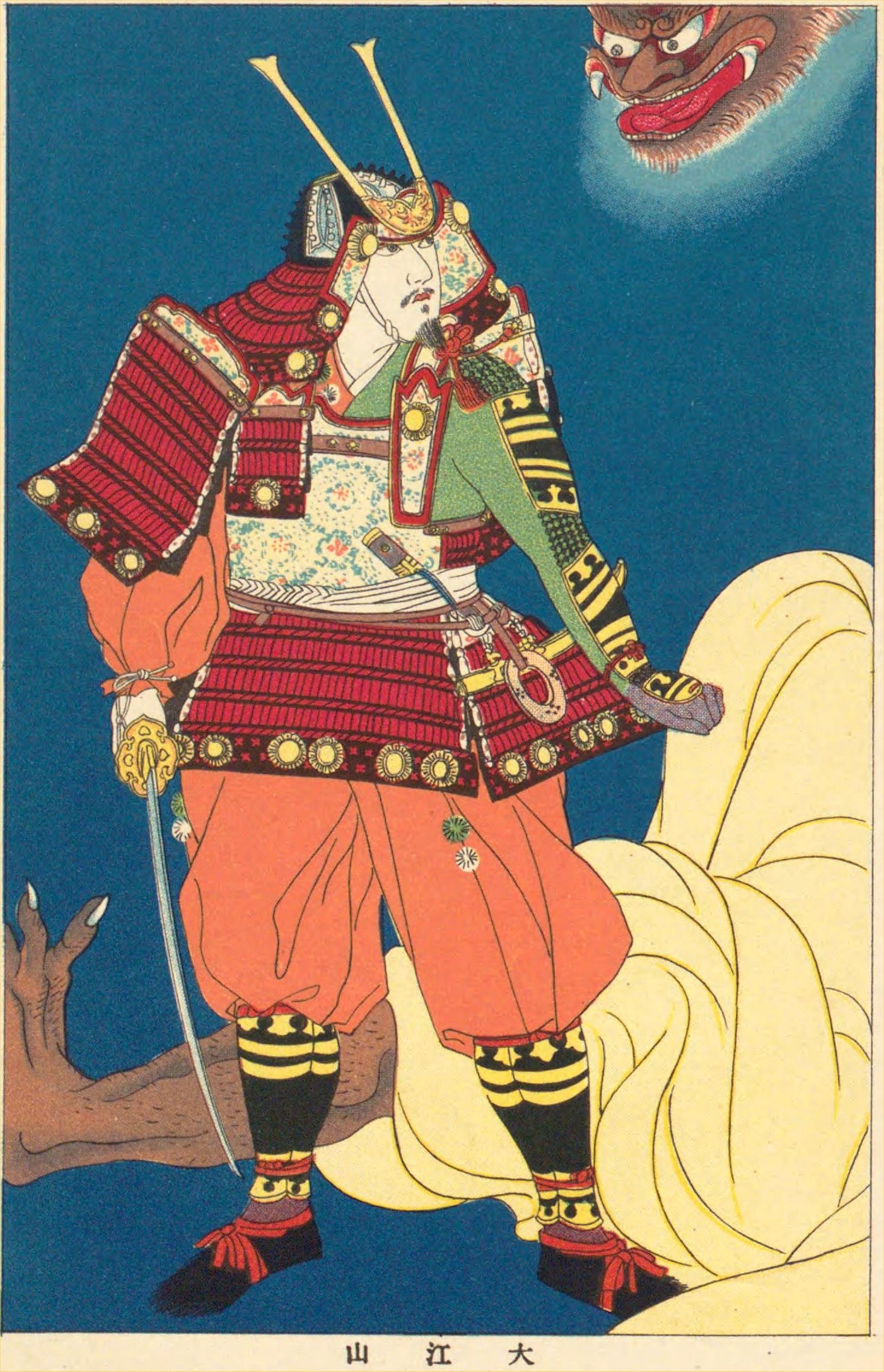
巌谷小波著『日本お伽噺集』（日本児童文庫10）「大江山」。酒呑童子の生首が、源頼光を襲う場面の口絵[7]。昭和2年（1927年）
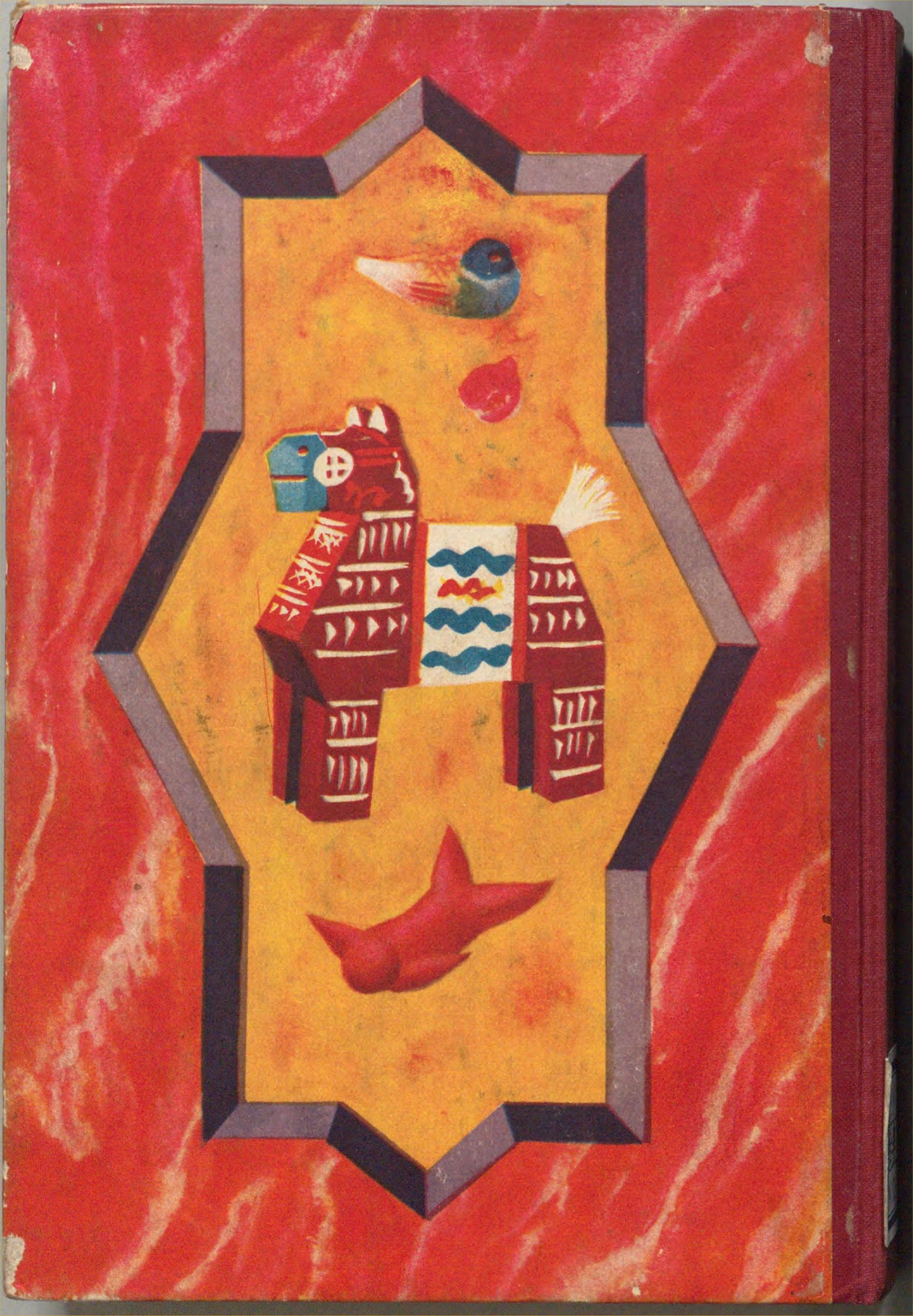
鳩笛、三春駒、さるぼぼ昭和2年（1927年）

昭和8年（1933年）に、挿絵の代表作となった邦枝完二作の新聞小説『おせん』（東京および大阪朝日新聞）、『江戸役者』（東京日日新聞夕刊）、翌昭和9年（1934年）の『お伝地獄』（読売新聞）など数々の作品を発表するなど、挿絵の分野においても大きな足跡を残した。この『おせん』以降は邦枝文学とのコンビネーションも目覚ましかった。また国画会同人でもあり、情趣と端麗な画風を以て、「昭和の春信」と評された。
国画院作品展への参加時を含め主流画壇からの評価は低かったが、「厄介な世界ならば強ひて其処に入りたいとも思はない」（1937年の随筆『私の世界』）と挿絵画家としての矜持をもって、現存確認分だけで1万点を超える挿絵を描いた。雪岱調と呼ばれる版画風の描法のほか、里見弴『多情仏心』などではクロッキー調の挿絵も手掛けた。書体にも気を配り、やや縦長で、横線が細い文字から無署名であっても雪岱作と推定できる挿絵もある。 

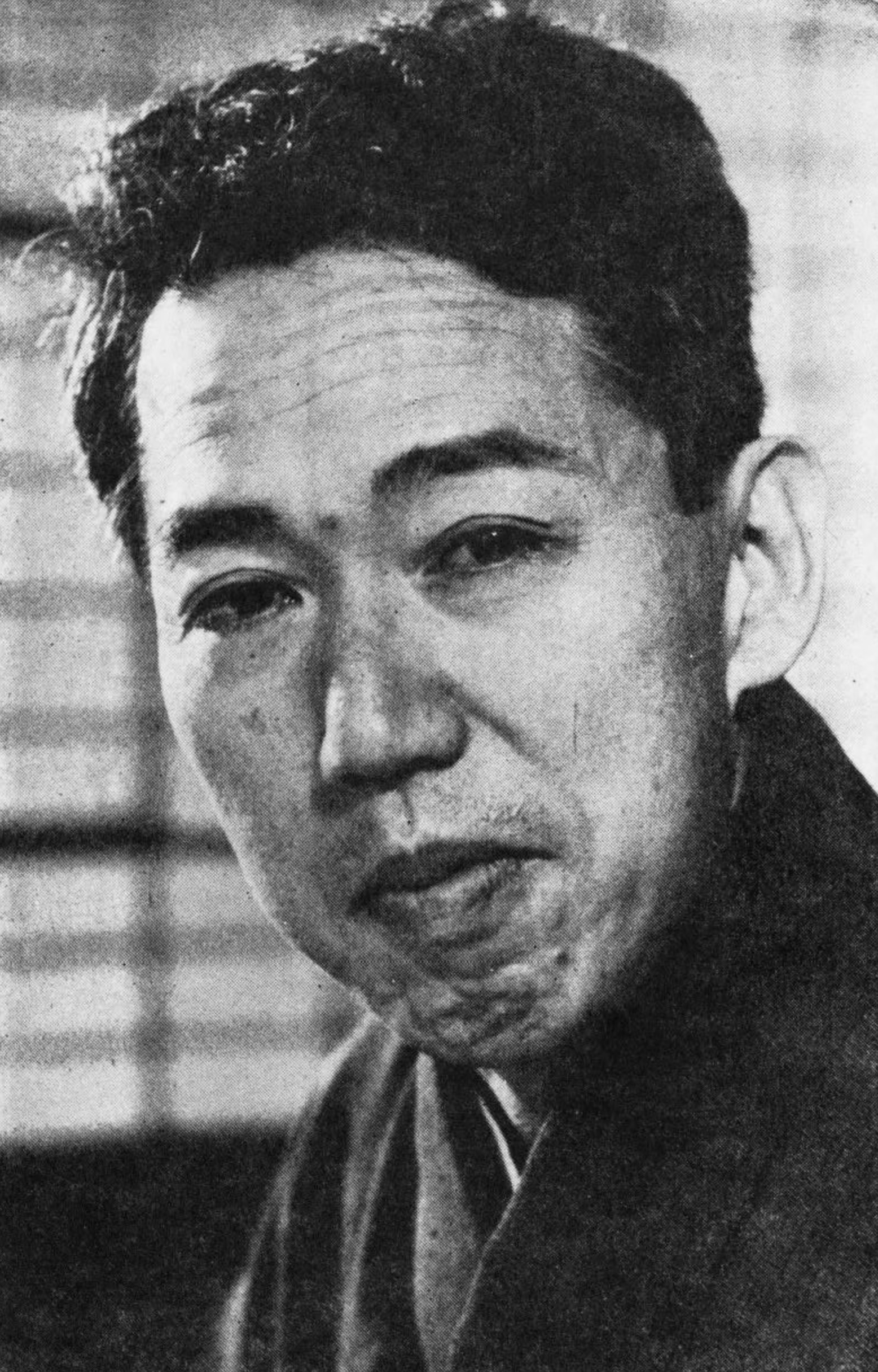
昭和15年

昭和15年（1940年）、脳溢血にて死去。享年54。墓所は世田谷区北烏山の妙高寺（烏山寺町内）。法名は園林院雪岱日閣居士。

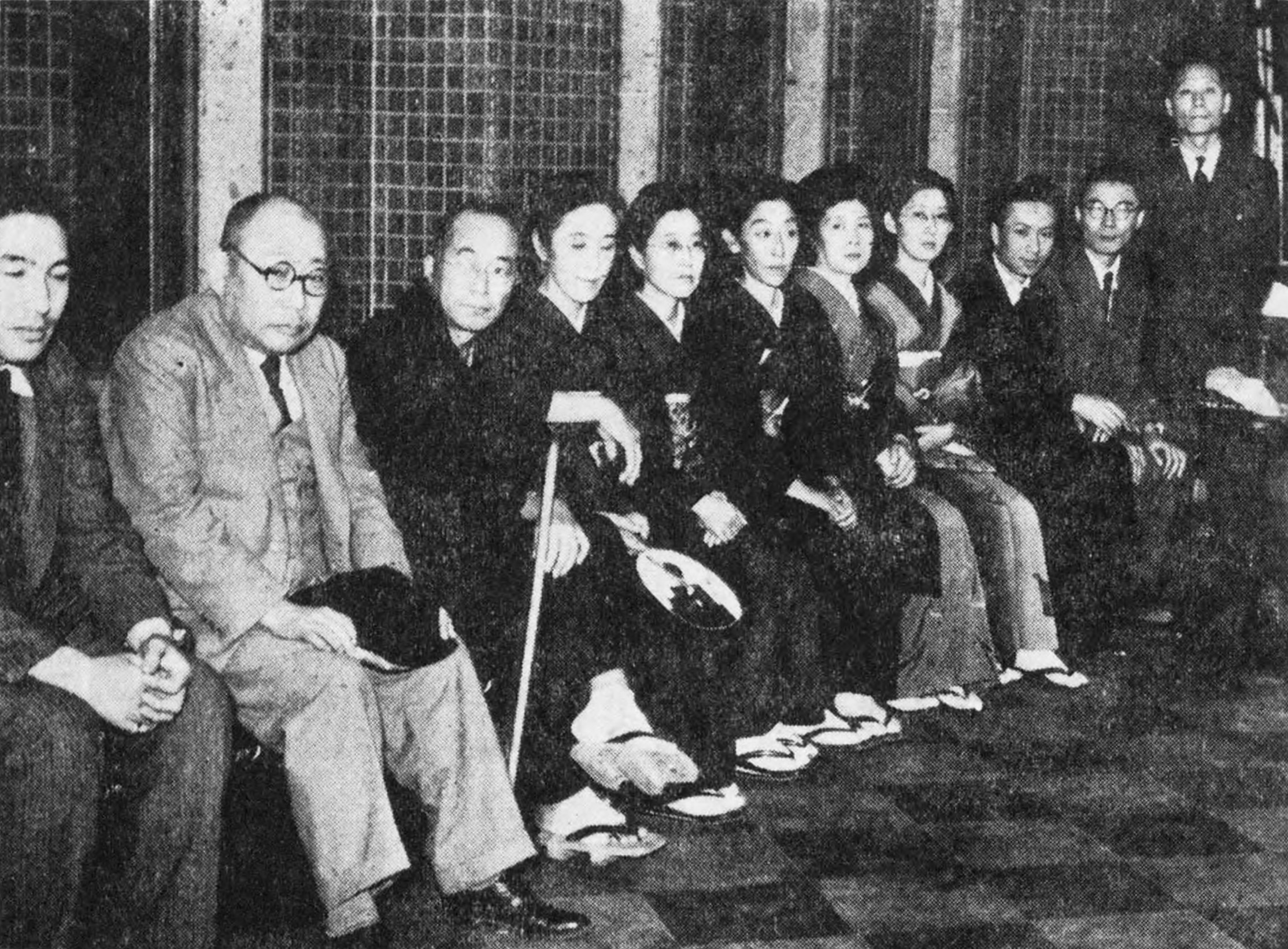
昭和16年（1941年）の小村雪岱の遺作展。左から2人目久保田万太郎、3人目里見弴、9人目 山本武夫（画家）、10人目戸板康二、11人目 田坂柏雲（彫刻家）

## 略歴
- 1892年 川越小学校入学。
- 1900年 坂戸小学校高等科卒業。
- 1904年 東京美術学校入学。
- 1908年 東京美術学校日本画科卒業。
- 1908年 美術雑誌出版の国華社入社。
- 1910年 国華社退社。
- 1914年 『日本橋』の装幀を行う。
- 1918年 資生堂に入社、化粧品広告などを手がける。
- 1919年 田村八重と結婚。
- 1923年 資生堂を退社。
- 1939年 田坂柏雲と「絵画と木彫美術展覧会」を開催。
- 1940年 麹町の自宅で脳溢血により死去。

## 作品
- 「おせん すすき」木版画 1941年頃 川越市立美術館所蔵
- 「雪の朝」木版画 1941年頃 アダチ版 川越市立美術館所蔵
- 「河岸」木版画 1942年 アダチ版
- 「夜の雨」木版画 1943年 高見澤木版社

## 刊行文献
自著
- 『日本橋檜物町』高見澤木版社、1942年
  - 中公文庫、1990年／平凡社ライブラリー、2006年 ISBN 978-4-582-76589-2
- 『小村雪岱随筆集』幻戯書房、2018年2月。真田幸治編 ISBN 978-4-86488-140-1
  - 『日本橋檜物町』および、新たに発掘された44篇を加える。

画集
- 『小村雪岱画集』国書刊行会、渡辺圭二解説、1987年 - 大戦中（高見澤木版社、1943年）の複製
- 『小村雪岱』形象社、限定版1976年、1978年 - 大著の画集
- 『小村雪岱』デザインエクスチェンジ(ART RANDOM CLASSICS)、2001年 - 大型の薄い画集。
- 『小村雪岱作品集』阿部出版、2010年 - 大著の画集・作品（装幀ほか）集
  - 新装版、2015年10月／並装普及版、2018年1月。ISBN 978-4-87242-455-3
- 『小村雪岱－物語る意匠』東京美術、2014年7月 - 大越久子解説、埼玉県立近代美術館監修
- 『小村雪岱挿絵集』幻戯書房、2018年10月 - 真田幸治編

小著
- 『大東京繁昌記 下町篇』平凡社ライブラリー、1998年／講談社文芸文庫、2013年 ISBN 978-4-06-290192-5
  - 久保田万太郎『雷門以北』装丁画
- 『意匠の天才 小村雪岱』新潮社〈とんぼの本〉、2016年6月 ISBN 978-410-602268-5
- 『小さな美術館 小村雪岱』青幻舎、2011年 - ポストカードブック

伝記
- 星川清司『小村雪岱』平凡社、1996年

挿画本
- 泉鏡花『初稿・山海評判記』国書刊行会、2014年（2冊組）
  - 鏡花晩年の長編作品、雪岱による300点近い挿絵全てを収録。
- 邦枝完二（真田幸治編）『おせん 東京朝日新聞夕刊連載版』幻戯書房、2021年
  - 挿絵59点とカット7点を完全復刻。本文は新漢字・新仮名遣いに改められている。
- 邦枝完二（真田幸治編）『江戸役者 東京日日新聞夕刊連載版』。幻戯書房、2023年
  - 八代目市川團十郎が主人公。初収録の挿絵70点を入れ完全復刻。本文は新漢字・新仮名遣い

展覧会及びその図録、雑誌特集
- 『小村雪岱 図録』神奈川県立近代美術館、1983年
- 『小村雪岱展』平木浮世絵財団・銀座リッカー美術館、1987年
- 『小村雪岱展 遥かな江戸の面影』資生堂アートハウス（資生堂運営の美術館）、2009年10月-12月
- 『小村雪岱とその時代』埼玉県立近代美術館、2009年12月-2010年2月
- 『版画芸術 特集・小村雪岱 たおやかな女性美と江戸情緒』2009年冬号(No.146)、阿部出版
- 『芸術新潮 特集・小村雪岱を知っていますか』2010年2月号、新潮社（上記「意匠の天才 小村雪岱」の元版）
- さいたま文学館 編『企画展 文と絵の出合い:装釘と挿絵』さいたま文学館、2001年。
- ニューオータニ美術館 編『小村雪岱展―大正・昭和のグラフィックデザイン』ニューオータニ美術館、2012年。
- 『生誕130年 小村雪岱―「雪岱調」のできるまで』川越市立美術館、2018年1月20日-3月11日
- 『複製芸術家 小村雪岱 ～装幀と挿絵に見る二つの精華～』 日比谷図書文化館、2021年1月22日-3月23日
- 『小村雪岱スタイル－江戸の粋から東京モダンへ』三井記念美術館、2021年2月6日-4月18日、富山県水墨美術館、2021年4月27日-6月13日

### 書誌
- 岩城邦男編「小村雪岱作品目録」(さいたま文学館 2001, pp. I–IX)
- 平田雅樹「雪岱装幀本リスト（未定稿）」(ニューオータニ美術館 2012, pp. 85–97)